# Bugatti Type 17
Pour les articles homonymes, voir Bugatti (homonymie) et 17.
La Bugatti Type 17 est une première voiture de série du constructeur automobile Bugatti, variante routière (avec la Bugatti Type 15) des Bugatti Type 13 de compétition, conçue par Ettore Bugatti entre 1910 et 1914.

## Historique
Ettore Bugatti présente ses premiers modèles de série avec succès au salon de l'automobile de Paris 1910, Bugatti Type 13 (victorieuses de nombreuses compétitions) et ses variantes routières Bugatti Type 15 et Bugatti Type 17.

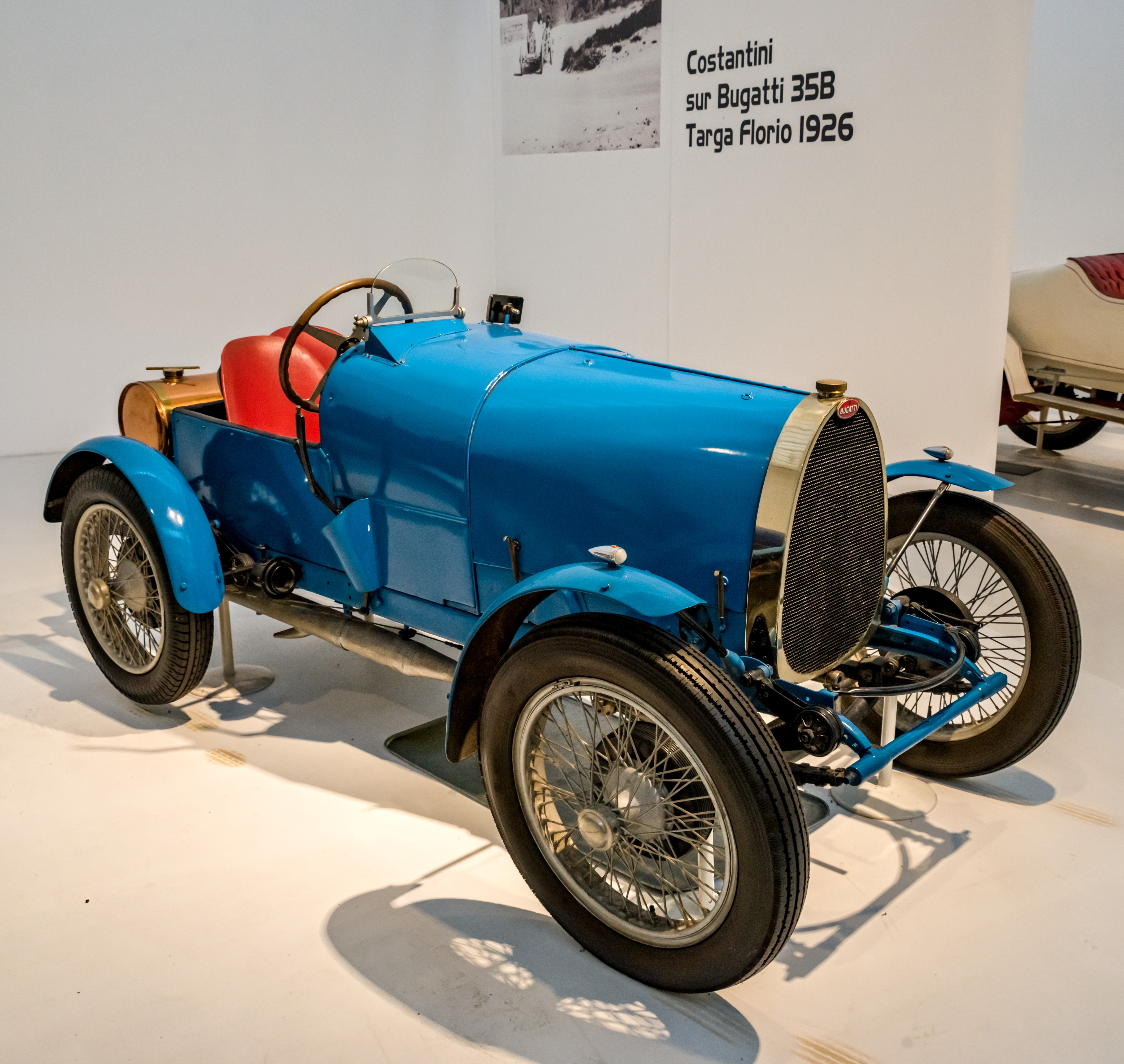
Bugatti Type 13
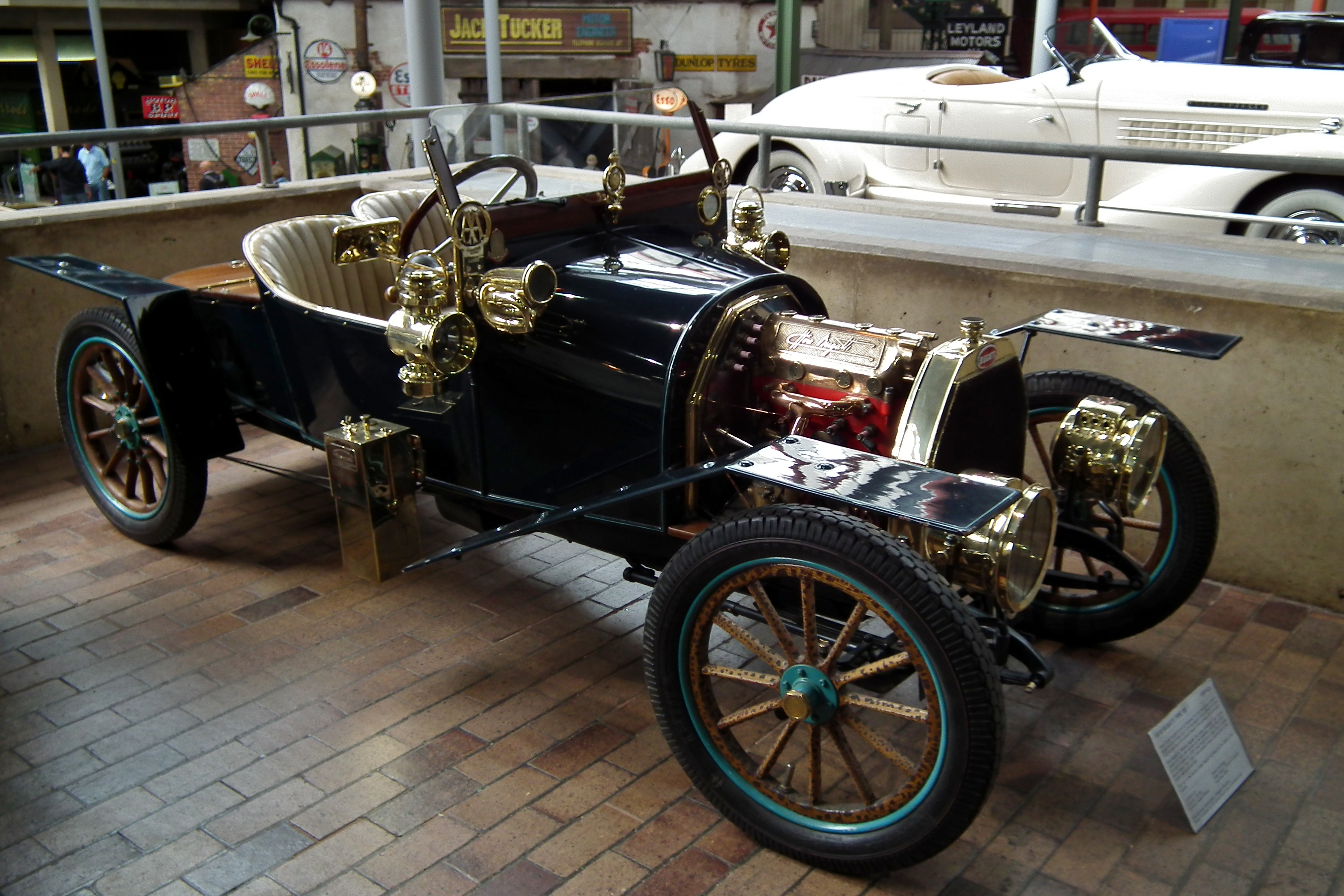
Bugatti Type 15
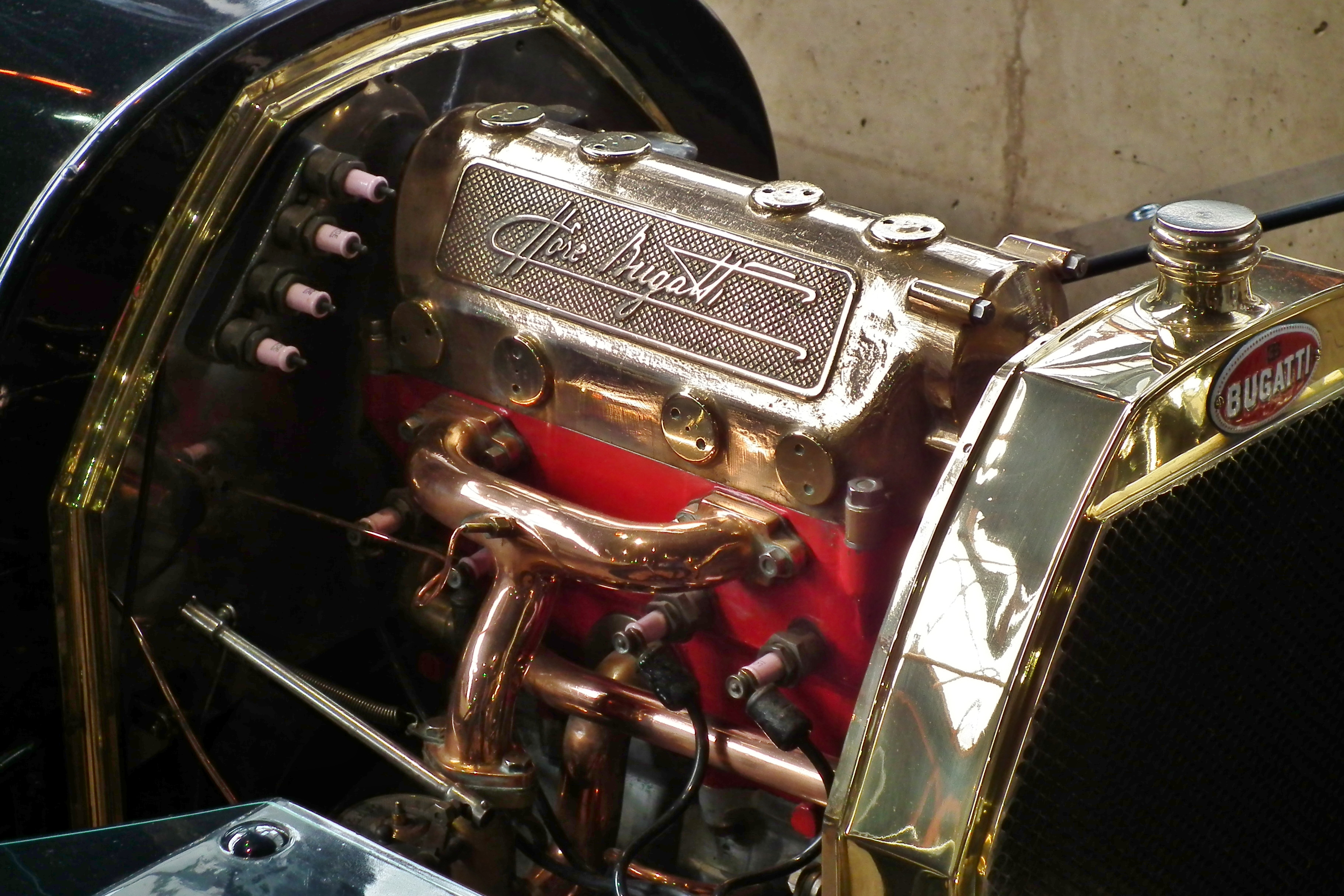
4 cylindres Bugatti Type 13

Les Bugatti Type 15 et Type 17 reprennent le châssis-moteur 4 cylindres en ligne ACT 8 soupapes des Bugatti Type 13, avec un empattement allongé de 2400 mm, et une longueur allongée de 3 200 à 3 350 mm pour les Type 17,, pour y adapter des variantes de carrosseries routières torpédo ou berline avec des caractéristiques techniques Bugatti avancées pour l'époque de haute qualité de finition, de fiabilité, de perfectionnisme, de niveau d'esthétique, de design, et de luxe... inspirées de l’œuvre de l'artisan d'art ébéniste Art déco Carlo Bugatti (père d'Ettore Bugatti).
La carrosserie « runabout-skiff-woody » du modèle de la photo de la cité de l'automobile est en acajou, inspirée des canots runabout en vogue de l'époque.